# Frei Genebro
Frei Genebro é um conto de Eça de Queirós, sobre um frade que foi para o purgatório.
No tempo de São Francisco de Assis, vivia na Itália um frade muito generoso e benevolente que se chamava Frei Genebro. A sua bondade era já conhecida por toda a Itália. 
Um dia Genebro fora visitar o Irmão Egídio, um eremita das montanhas. No decorrer da sua jornada depara-se com uma vara de porcos. Quando chega a casa do eremita encontra-o deitado na sua cama a pedir auxílio. Genebro depressa o acode e pergunta o que poderia fazer por ele. O Irmão Egídio apela por uma perna de porco assada. Genebro dirige-se ao agrupamento de suíno e depara-se com um jovem leitão. Corta-lhe a perna e retorna a casa do eremita. Depois da refeição, o Irmão Egídio despede-se de Frei Genebro. Este prossegue o seu caminho enquanto que Egídio perece.
E assim nos longos anos viajou de terra em terra com o intuito de auxiliar as pessoas. Até que um dia, em vésperas de Páscoa, Genebro viu a Mão de Todo o Poderoso. No domingo Santo desmaiou. O frade franciscano estava prestes a morrer. Pedira que o enterrassem num sepulcro enterrado como fora o de Jesus. E assim foi. Frei Genebro despediu-se da vida terrena.
No momento em que cerrou os olhos, um esplendoroso anjo pegou na sua alma e dirigiu-se à zona intermediária entre o Paraíso e o Purgatório. Subitamente surge a balança do Juízo Final. O prato das Boas Obras, o primeiro a ser avaliado, começa a descer lentamente. Lá estavam presentes as esmolas e a caridade que proporcionou durante a sua vida. Frei Genebro já se preparava para entrar no Paraíso quando subitamente o prato das Obras Más começou a declinar até se equilibrar com o outro prato. O anjo que acarretava a alma do frade largou-a e esta caiu no Purgatório. Dentro do prato estava o pequeno suíno que Frei Genebro deixara vivo sem a sua perna, sendo esta acção a que o impediu de entrar no Céu.
Esta história transmite uma moral que é que, por vezes, as acções más são cometidas sem se dar por isso e que podem trazer consequências muito negativas. Também se pode tirar que não são as boas acções que mais importam, mas sim importa que não sejam cometidas más acções.